# Bogdanci
Bogdanci (kyrillisch Богданци; albanisch Bogdanca, indefinit Bogdancë) ist eine Kleinstadt mit etwa 6000 Einwohnern im Südosten Nordmazedoniens in der Nähe der Grenze zu Griechenland. Sie ist Verwaltungssitz der gleichnamigen Gemeinde.

## Geographie
Bogdanci liegt in der Gevgelija-Schlucht, die von Süd-Mazedonien bis nach Griechenland reicht. Durch die Schlucht fließt der Fluss Vardar. Viele Hügel umranden das Stadtgebiet, im Osten liegt das Gebirge Belasiza.
Die Stadt befindet sich 80–90 Meter über dem Meeresspiegel. Die Autobahn E-75 verbindet Bogdanci mit den anderen Städten im Verwaltungskreis. Kleinere Straßen verbinden die Stadt mit Gevgelija, Stojakovo und Gjavoto, eine weitere Straße verläuft durch das Tal der Paljurska in Richtung Dojran und Strumica. Unter dem schlechten Zustand der Straßen und der sonstigen Infrastruktur leidet die Wirtschaft der Stadt.
In der Nähe von Bogdanci befindet sich der Stand 2023 einzige Windpark Nordmazedoniens mit einer Leistung von 37 MW.

## Bevölkerung
Die Mehrheit der Einwohner betrachtet sich als slawische Mazedonier.
|            | Anzahl | in %  |
| ---------- | ------ | ----- |
| Insgesamt  | 6,011  | 100   |
| Mazedonier | 5,761  | 95,84 |
| Serben     | 176    | 2,92  |
| Andere     | 74     | 1,23  |

## Klima
Das Klima in Bogdanci ist hauptsächlich vom Mittelmeerklima geprägt, das die Stadt über den Fluss Vardar von der Ägäis aus erreicht. Im Winter ist dieser Einfluss geringer, es kann recht kalt werden. Es fällt nur wenig Regen, im Winter selten auch etwas Schnee; es gibt kräftige Winde.

### Temperatur
Die Lufttemperatur in diesem Gebiet erreicht wegen des Vardar-Tals vergleichsweise hohe Werte. Die Jahresmitteltemperatur beträgt ungefähr 14,5 °C. Im Winter fallen die Temperaturen nicht unter 3,2 °C, was ein hoher Wert für diese Region ist.

### Niederschlag
Die Menge des jährlichen Niederschlages liegt zwischen 600 und 750 mm und ist relativ niedrig. Ursachen dafür sind die Entfernung vom Meer und die hohen Temperaturen. November und Dezember sind die Monate mit den stärksten Niederschlägen, die in der Stadt aufgezeichnet werden.